# Palazzo Capilupi
Palazzo Capilupi, também conhecido como Palazzo Valdina Cremona, é um palácio localizado no número 17 da Via dei Prefetti e delimitado pelo Vicolo Rosini para leste e o Vicolo Valdina no sul, no rione Campo Marzio.

## História e descrição

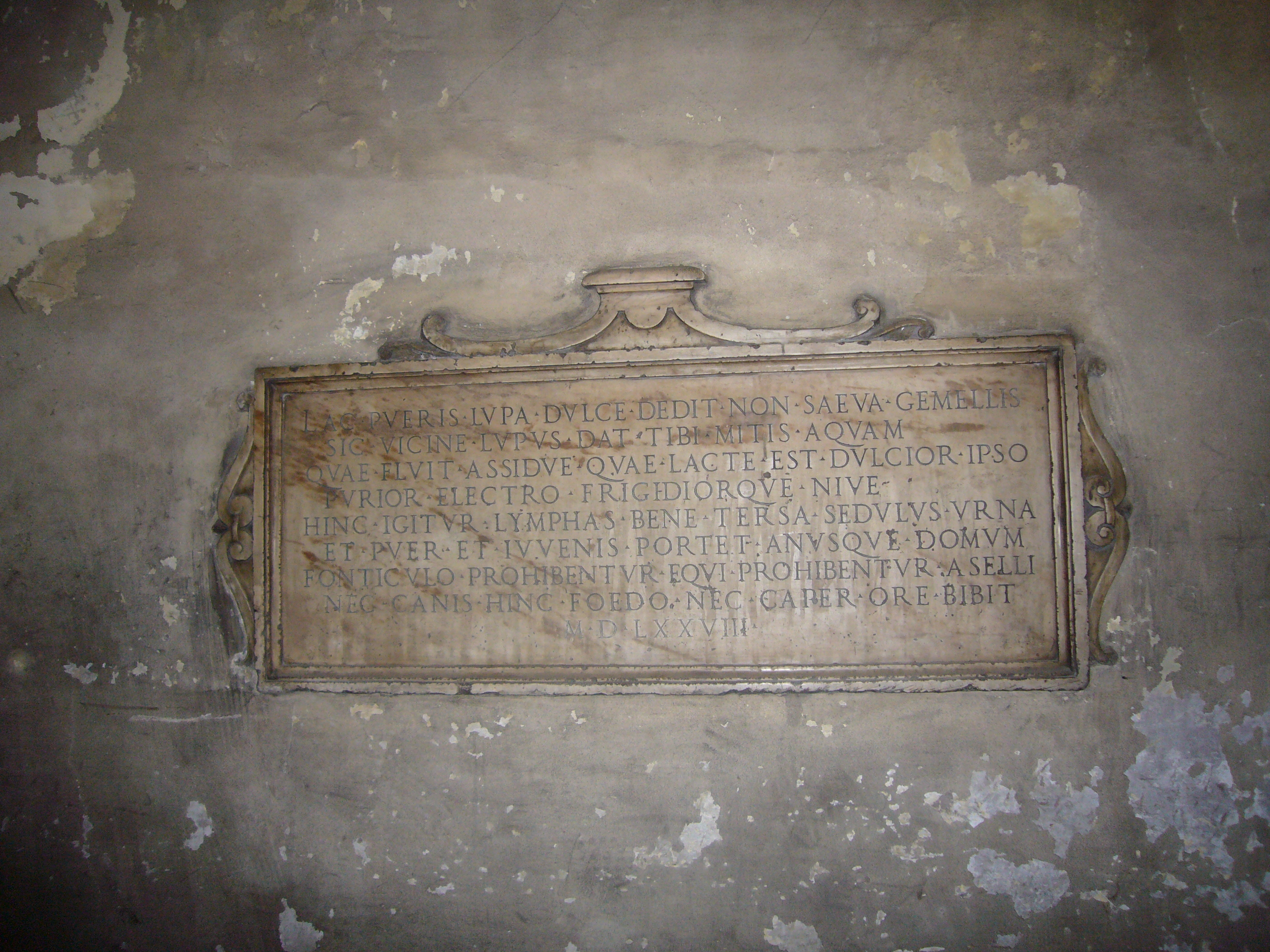
Placa na entrada do palácio.

Seu nome é uma referência à aristocrática família Capilupi, originária de Mântua e uma das mais ilustres da cidade. Um de seus maiores expoentes, o bispo Ippolito Capilupi, fez parte da embaixada que, em 1534, viajou a Roma para assistir a coroação de Carlos V representando Frederico II Gonzaga e a corte mantovana. Foi nesta ocasião que Capilupi adquiriu o palácio da família Degli Stazii. As fontes contam que, na época de Capilupi, o edifício foi restaurado e decorado com sugestões, de, entre outros, Michelângelo, e abrigou uma importante pinacoteca que acabou transferida para Mântua quando Ippolito faleceu.
Originalmente, o palácio abrigava uma fonte representando a Loba Capitolina (que emprestou seu nome à vizinha Via della Lupa; alguns autores defendem que era o símbolo da família e não a loba capitolina), hoje perdida e recordada apenas em uma lápide colocada na entrada do edifício na Via dei Prefetti. O texto, em língua italiana, diz: «A loba, gentil, deu leite doce aos bebês gêmeos. Assim, de maneira similar, a mansa loba lhe dá água corrente, mais doce que o próprio leite, mais pura que o âmbar e mais fria que a neve. Daqui também, com recipiente limpo, bebe o menino diligente, e tragam para a casa jovens e idosos. Mas é proibido que cavalos e jumentos bebam na fonte, e não bebem daqui, com seu focinho imundo, nem o cão nem o bode. 1578» (em latim: LAC PUERIS LUPA DULCE DEDIT NON SAEVA GEMELLIS / SIC VICINE LUPUS DAT TIBI MITIS AQUAM / QAUE FLUIT ASSIDUE QUAE LACTE EST DULCIOR IPSO / PURIOR ELECTRO FRIGIDIORQUE NIVE / HINC IGITUR LYMPHAS BENE TERSA SEDULUS URNA / ET PUER ET IUVENIS PORTET ANUSQUE DOMUM / FONTICULO PROHIBENTUR EQUI PROHIBENTUR ASELLI / NEC CANIS HINC FOEDO NEC CAPER ORE BIBIT / MDLXXVIII).
Esta proibição de acesso aos animais era bastante frequente nas fontes de água da cidade.
Atualmente, o palácio abriga escritórios e apartamentos privados e sofreu algumas modificações ao longo dos séculos. Por exemplo, no pátio interno, a seção paralela ao Vicolo Valdina foi ocupado por habitações no século XIX e um segundo piso foi acrescentado no que era antigamente um estábulo.